# Manuel d'Herborisation en Suisse et en Valais
Manuel d'Herborisation en Suisse et en Valais (abreviado Man. Herbor. Suisse) es un libro con ilustraciones y descripciones botánicas que fue escrito por el botánico, pteridólogo, briólogo y entomólogo suizo de origen francés Joseph Philippe de Clairville. Fue publicado en Winterthur en el año 1811 con el nombre de Manuel d'Herborisation en Suisse et en Valais, redigé selon le systême de Linné, corrigé par ses propres principes. Avec l'indication d'un nouveau systême derivé également des principesde ce grand maître.